# Pete Solley
Peter Solley, detto Pete (Londra, 19 ottobre 1948 – Brattleboro, 16 novembre 2023), è stato un tastierista, compositore e produttore discografico britannico, noto  per essere stato membro dei The Crazy World of Arthur Brown, del gruppo rock Procol Harum dal 1974 al primo scioglimento nel 1977, e per aver fatto parte degli Whitesnake.

## Carriera
Figlio di Leslie Solley, politico e magistrato britannico di origine rumena, raggiunge la popolarità nel 1969, quando diventa tastierista degli The Crazy World of Arthur Brown.
Lasciata la band soltanto un anno dopo, fondò la rock band Paladin. Dopo lo scioglimento di questo gruppo entra a far parte dei Procol Harum fino al 1977. Nel 1978 diventa il primo tastierista degli Whitesnake, ed incide il loro primo EP Snakebite.
Negli anni 1980 compone numerose musiche per gli spot pubblicitari e intraprende la carriera di produttore discografico.

## Discografia solista
- Blue Angel, 1977

## Produttore discografico

### Motorhead
- 1916, 1991
- March ör Die, 1992

### The Romantics
- The Romantics (1980)
- National Breakout (1981)
- In Heat (1983)